# Konstantina Kotzamani
Konstantina Kotzamani (Komotiní, 29 de abril de 1983) es una directora y guionista de cine  griega. Sus cortometrajes y mediometrajes han sido premiados en los festivales de cine de Cannes, la Berlinale y Locarno. En sus trabajos explora el mundo onírico y simbólico. 

## Trayectoria
Estudio Farmacia y Cine en en la Universidad de Tesalónica. Licenciada en Bellas Artes.  Sus películas exploran temas primordiales como el amor y los sueños, el misterio y lo surrealista de la vida, creando al mismo tiempo realidades alternativas.
En 2014 Washingtonia  su quinto cortometraje, se estrenó en la Berlinale en 2014 y fue nominado al Oso de Oro, además de recibir el premio al mejor cortometraje por parte de la Academia de Cine Griego ese mismo año. Un año después, en 2015 estrenó Yellow Fieber en el Festival Internacional de Cine de Locarno y  Limbo (2016) fue presentado en Cannes en la Semana de la Crítica y reconocido por la Academia de Cine Griego. También le valió una nominación a los Premios del Cine Europeo (EFA).
En  2017 el BAFICI (Buenos Aires Festival de Cine Independiente) le dedicó un foco donde se exhibieron sus cortos: Limbo, Arundel, Morning Prayers y Washingtonina.
Siendo beneficiaria de la beca de la Fundación Onassis, pasó un año en Buenos Aires para desarrollar el guion de su primer largometraje, Titanic Ocean, en colaboración con UCINE (Universidad del cine de Buenos Aires) bajo la supervisión de Agustín Mendilaharzu. El proyecto fue seleccionado en el Torino Feature lab y Cinemart 2018.
En 2019 estrenó Cisne eléctrico (Electric Swan presentado en la Bienal de Venecia. Fue rodado en Argentina, es una coproducción de Francia, Grecia y Argentina con Juan Carlos Aduviri, Nelly Prince y Elisa Massino como protagonistas.

## Lo que María no sabía
What Mary didn't now (Lo que María no sabía) (2024) es uno de sus trabajos más destacados.  En la película acompaña a la adolescente Mary en su aburrimiento en un crucero que no está pensado para turistas de su edad.  En la obra se entremezclan diferentes claves sobre el amor y el que técnicamente se utiliza la computación gráfica. De manera lúdica y muy estilizada para subrayar el lado cursi del amor romántico, o para crear un imaginario nonsense que invade la realidad aburrida de Mary. Para mí, esa estética enfáticamente computadorizada o “tecnológica”, que se mezcla con lo real, es la clave visual que nos reafirma que, aunque sea tan antiguo como los mitos griegos, el tema principal de esa película sigue actual, despertando el interés tanto de la gente mayor como de adolescentes. Puede ser el tema más antiguo del mundo, pero jamás será anticuado: el amor
El trabajo fue presentado en el Festival Internacional de Cine de Gijón en 2024. La cineasta griega nos lleva de crucero por el Mediterráneo en un cruce fabuloso entre Las mil y una noches y la mitología clásica, citando por el camino el famoso experimento mental de Frank Jackson. Y lo hace desde la perspectiva moderna y distante que nos da Mary, una adolescente perdida a bordo de este viaje a través del mar, la vida y las ensoñaciones.

## Filmografía
Guion y dirección:
- Pigs (2011) [15]
- Arundel (2012)[16]
- Zodiac (2012) - 29' [17]
- Jutarnje molitve (2013 )
- Morning prayers - 21' Dirigida por Konstantina Kotzamani y Katarina Stanković[18]
- Washingtonia (2014) documental (híbrido) 24' [19][3]
- Yellow Fieber (2015) - 15' [20]
- Limbo (2016) - 30' - dirección y guion - Grecia[21]
- Cisne eléctrico (Electric Swan) (2019) - 40' - dirección y guion - Idioma español[11][22]
- What Mary didn't now (Lo que María no sabía) (2024) dirección y guion[23]
- Titanic Ocean En postproducción

## Premios y reconocimientos
Ha sido galardonada tres veces por la Academia Helénica de Cine con el premio al mejor cortometraje y dos veces nominada por la Academia Europea de Cine al mejor cortometraje del año (premio EFA). 
- "Electric Swan", declarada Mejor Cortometraje del Año por la Asociación Francesa de Críticos.[2]

- "Washingtonia" se estrenó en la Berlinale en 2014 y fue nominado al Oso de Oro, además de recibir el premio al mejor cortometraje por parte de la Academia de Cine Griego ese mismo año.
- Washingtonia, fue nominado a Cortometraje Europeo 2015[24]

- Limbo (2016) en 2016 fue reconocida por la Academia de Cine Griego y fue nominada a los Premios del Cine Europeo (EFA).